# ديفيد جاكوبسون (مخرج)
ديفيد جاكوبسون (بالإنجليزية: David Jacobson)‏ هو كاتب سيناريو ومخرج أمريكي، ولد في القرن العشرين في فان نويس في الولايات المتحدة.

## وصلات خارجية
- ديفيد جاكوبسون على موقع IMDb (الإنجليزية)
- ديفيد جاكوبسون على موقع ألو سيني (الفرنسية)
- ديفيد جاكوبسون على موقع أول موفي (الإنجليزية)
- ديفيد جاكوبسون على موقع قاعدة بيانات الأفلام السويدية (السويدية)
- ديفيد جاكوبسون على موقع قاعدة بيانات الفيلم (الإنجليزية)
- ديفيد جاكوبسون على موقع كينوبويسك (الروسية)